# Eighth Wonder
Eighth Wonder fue una banda de pop inglesa, formada en 1983 en Londres, liderada por la actriz y cantante Patsy Kensit, su hermano Jamie Kensit, Steve Grantley, Geoff Beauchamp, Nigel Davis, Jake Walters y Lawrence Lewis. La banda triunfó primero en Japón e Italia durante 1985-87, luego en Reino Unido y Europa gracias a su single "I'm Not Scared".

## Biografía
Inicialmente se llamaban Spice. En 1983 Jamie Kensit llamó a su hermana Patsy Kensit, que entonces tenía 15 años, para que cantase en su banda junto a Geoff Beauchamp (guitarra), Lawrence Lewis (bajo), Jake Walters (batería) y Nigel Davis (percusión). Spice hizo su debut en otoño de 1983.
A finales de 1984 Davis dejó la banda y Alex Godson se unió. Cambiaron su nombre por Eighth Wonder y Patsy empezó a escribir canciones para la banda. Su primera actuación con su nuevo nombre fue en Wimbledon. Julien Temple (director de cine)  le  ofreció a Patsy  un papel en su película Absolute Beginners y la banda contribuyó con una canción que sonaba en el film.

### Éxito en Japón e Italia
En abril de 1985 la banda firmó con CBS Records y empezó a grabar en Londres. En octubre de 1985 su primer single "Stay with me" fue publicado y consiguió ser Nº 1 en Japón e Italia. Poco después Lewis y Walters dejaron la banda.
En agosto de 1986 fueron a Los Ángeles para trabajar con el productor Mike Chapman, conocido por su trabajo con Blondie. 
En febrero de 1987, una de las canciones de Chapman, "Will Your Remember", fue publicada en el Reino Unido pero solo logró el Nº 83. En Japón, la banda consiguió otro Nº 1 con "When The Phone Stops Ringing", escrita por Holly Knight y Bernie Taupin.

### Éxito en el Reino Unido
Godson dejó la banda y fue reemplazado por Steve Grantley. Trabajaron con el ingeniero de sonido, mixer y productor Pete Hammond, con la excepción del sencillo, "Iḿ Not Scared", coproducido y escrito por los Pet Shop Boys y Phil Harding, que finalmente fue el gran éxito de la banda, número uno en Italia, número 2 en Suiza y Portugal, número 3 en España, 4 en Grecia, 5 en Alemania, 7 en el Reino Unido, 8 en Francia y 20 en Austria. Pet Shop Boys grabaron su versión propia de la canción para su álbum Introspectivo.
En mayo de 1988 se lanzó  "Cross My Heart" que casi igualó el éxito de "I'm Not Scared" (#6 en Suiza, Núm. 10 en Italia, Núm. 13 en Reino Unido y Francia y Núm. 56 en los EE.UU.). La canción también fue grabada notablemente por la cantante estadounidense Martika para su album debut homónimo meses mas tarde.
Su álbum Fearless se publicó en julio de 1988 y en octubre ya  había vendido casi 500 000 copias internacionalmente.
Aun así el sencillo "Baby, Baby" sólo consiguió el Nº 65 en el Reino Unido. Tuvieron un hit más en Japón con "Use Me" en 1989, pero poco después la banda se disolvió y Patsy Kensit se centró en su carrera de actriz.